# Burmannia damazii
Burmannia damazii là một loài thực vật có hoa trong họ Burmanniaceae. Loài này được Beauverd mô tả khoa học đầu tiên năm 1905.